# Sundsjö socken
Sundsjö socken i Jämtland ingår sedan 1974 i Bräcke kommun och motsvarar från 2016 Sundsjö distrikt.
Socknens areal är 517,80 kvadratkilometer, varav 463,78 land. År 2000 fanns här 878 invånare.
Kyrkbyn Fjällsta med sockenkyrkan Sundsjö kyrka ligger i socknen.

## Administrativ historik
Sundsjö socken har medeltida ursprung.
Vid kommunreformen 1862 överfördes ansvaret för de kyrkliga frågorna till Sundsjö församling och för de borgerliga frågorna till Sundsjö landskommun. Landskommunen inkorporerades 1952 i Revsunds landskommun, som 1974 uppgick i Bräcke kommun. Församlingen uppgick 2010 i Revsund, Sundsjö, Bodsjö församling.
1 januari 2016 inrättades distriktet Sundsjö, med samma omfattning som församlingen hade 1999/2000.
Socknen har tillhört fögderier, tingslag och domsagor enligt vad som beskrivs i artikeln Jämtland. De indelta soldaterna tillhörde Jämtlands fältjägarregemente och Jämtlands hästjägarkår.

## Geografi
Sundsjö socken ligger kring Gimån, Sundsjön och en nordlig vik av Revsundssjön. Socknen har odlingsbygd vid sjöarna och i ådalarna och är i övrigt en sjörik skogsbygd med höjder som i öster når 501 meter över havet.
I söder genomkorsas socknen av europaväg 14 (E14) på dess sträckning mellan Gällö och Pilgrimstad. 
Socknens centrum ligger i Fjällsta. Fanbyn, Marsätt och Samsta ligger väster om Sundsjön. Lövsta och Hosjö ligger öster om sjön.
Byarna Landsom samt Tavnäs ligger invid Landsomfjärden respektive Tavnässjön. Byn Sörviken ligger cirka 1 km från E14, invid Sörviken av Landsomfjärden.
Byarna Björsjö och Mjösjö ligger i socknens skogiga centrala del. I nordost ligger sjön Ismunden (281 m ö.h.). Invid denna sjö ligger byn Ismundsundet. I nordost ligger även Rissna och Boggsjö.

### Geografisk avgränsning
Sundsjön 304 m ö.h. ligger helt inom socknen. Landsomfjärden av Revsundssjön (289 m ö.h.) sticker upp i socknen från trakten kring Gällö (Revsunds socken). Landsomfjärden övergår längre norrut i Tavnässjön och avslutas med Gålesåviken.
I nordost gränsar Sundsjö socken till Stuguns socken i Ragunda kommun. Socknens östligaste punkt ligger på berget Digerberget, cirka 3 km väster om byn Fugelsta i Håsjö socken. På den nämnda punkten ligger "fyrsockenmötet" Sundsjö-Stugun-Håsjö-Nyhem.
I sydost gränsar socknen härifrån mot Nyhems socken. Dess sydligaste punkt ligger i Binnån. Här finns "tresockenmötet" Sundsjö-Nyhem-Revsund. I sydväst gränsar socknen härifrån mot Revsunds socken. Sockengränsen mot Revsund går nästan ända fram till Gällö. Byn Hanåsen ca 1 km öster om Gällö ligger i Sundsjö socken.
Socknens västligaste punkt ligger vid Allmänningstjärnen. Här ligger "tresockenmötet" Sundsjö-Lockne-Brunflo. Gränsen mot Lockne socken (Östersunds kommun) är endast cirka 2 km lång och går söderut mellan Allmänningstjärnen och Vitberget. Från Vitberget och söderut till Rutfjället (ca 3 km norr om Pilgrimstad) gränsar Sundsjö mot en friliggande enklav av Brunflo socken.
Från Allmänningstjärnen mot nordost gränsar socknen mot Brunflo socken (Östersunds kommun). 
I socknens nordligaste spets ligger byarna Sundsjöåsen och Åsgård. Den nordligaste punkten omges av Brunflo socken och ligger nära Singåkojan. Sockengränsen i norr följer Singån ut i Ismunden. Från Singåns mynning och ca 1 km ut i Ismunden gränsar socknen helt kort mot Kyrkås socken. Gränsen är en vattengräns. 
Mellan Södra Lagmanstjärnen och Midsommarloken i nordost gränsar socknen på en sträcka av ca 2 km mot Lits socken. Vid Midsommarloken ligger "tresockenmötet" Sundsjö-Lit-Stugun. Härifrån gränsar socknen mot Stuguns socken i nordost fram till Digerberget.

## Byar och hemman
Sundsjö socken består historiskt av nedan listade byar och enstaka hemman. När en by har flera hemman anges också hemmansnumren.
- Binnäset, enstaka hemman, i jordeboken sedan 1825, beläget på ett näs i Binnsjön.
- Björsjö, by med två hemman (1–2) och en lägenhet (3), känd sedan medeltiden och belägen invid Björsjön.
- Boggsjö, by med två hemman (1–2), känd sedan 1500-talet och belägen invid Boggsjön.
- Börjesjö, enstaka hemman, känt sedan 1500-talet och beläget invid Börjesjön. Bebyggelsen Rissna ligger på bägge sidor om gränsen mellan Börjesjö och Mjösjö.
- Fanbyn, by med tre hemman (1–3), känd sedan medeltiden, har utvecklats till småorten Fanbyn. Delar av Fanbyn ligger på östra sidan av Sundsjön och utgör där en del av småorten Sundsjö.
- Fjällsta, enstaka hemman, känt sedan 1500-talet. Inom gränserna finns delar av småorten Sundsjö kring Sundsjö kyrka.
- Gransjölandet, enstaka hemman, i jordeboken sedan 1715, ursprungligen ett avradsland med namn efter Gransjön.
- Holmsjö, enstaka hemman, i jordeboken sedan 1825.
- Hosjö, enstaka hemman, känt sedan medeltiden och beläget invid Hosjön.
- Landsom, enstaka hemman, känt sedan medeltiden.
- Lövsta, by med två hemman (1–2), känd sedan medeltiden.
- Marsätt, by med två hemman (1–2), känd sedan medeltiden.
- Mjösjö, enstaka hemman, känt sedan medeltiden, beläget vid Mjösjön. Bebyggelsen Rissna ligger på bägge sidor om gränsen mellan Börjesjö och Mjösjö.
- Prästbordet, enstaka hemman. Inom gränserna finns delar av småorten Sundsjö.
- Rissna, se Börjesjö och Mjösjö.
- Samsta, by med två hemman (1–2), känd sedan medeltiden.
- Stamnäs, enstaka hemman, känt sedan medeltiden.
- Sundsjöåsen (även Åsen, äldre även Havtoråsen), enstaka hemman, känt sedan medeltiden.
- Sörviken, by med två hemman (1–2), känd sedan medeltiden.
- Tavnäs, by med två hemman (1–2), känd sedan medeltiden.
- Torsäng, enstaka hemman, känt sedan 1600-talet.
- Östbyn, enstaka hemman, omtalas första gången 1568 som ett ödegods (där fanns ingen brukare).

## Fornlämningar
Cirka 30 boplatser från stenåldern, samt över 100 fångstgropar har påträffats.

## Namnet
Namnet (1344 Sundasio) kommer från sjön Sundsjön, med förleden sund och efterleden sjö.

## Befolkningsutveckling
| Befolkningsutvecklingen i Sundsjö socken 1750–1990                                                       | Befolkningsutvecklingen i Sundsjö socken 1750–1990 | Befolkningsutvecklingen i Sundsjö socken 1750–1990 | Befolkningsutvecklingen i Sundsjö socken 1750–1990 | Befolkningsutvecklingen i Sundsjö socken 1750–1990 |
| --- | -------------------------------------------------- | -------------------------------------------------- | -------------------------------------------------- | -------------------------------------------------- |
| |                                                    |                                                    |                                                    |                                                    |
| År |                                                    |                                                    | Folkmängd                                          |                                                    |
| 1750 | 1750                                               |                                                    | 273                                                |                                                    |
| 1760 | 1760                                               |                                                    | 341                                                |                                                    |
| 1769 | 1769                                               |                                                    | 384                                                |                                                    |
| 1780 | 1780                                               |                                                    | 415                                                |                                                    |
| 1790 | 1790                                               |                                                    | 342                                                |                                                    |
| 1800 | 1800                                               |                                                    | 423                                                |                                                    |
| 1810 | 1810                                               |                                                    | 523                                                |                                                    |
| 1820 | 1820                                               |                                                    | 587                                                |                                                    |
| 1830 | 1830                                               |                                                    | 708                                                |                                                    |
| 1840 | 1840                                               |                                                    | 732                                                |                                                    |
| 1850 | 1850                                               |                                                    | 804                                                |                                                    |
| 1860 | 1860                                               |                                                    | 974                                                |                                                    |
| 1870 | 1870                                               |                                                    | 1 211                                              |                                                    |
| 1880 | 1880                                               |                                                    | 1 419                                              |                                                    |
| 1890 | 1890                                               |                                                    | 1 695                                              |                                                    |
| 1900 | 1900                                               |                                                    | 1 829                                              |                                                    |
| 1910 | 1910                                               |                                                    | 1 858                                              |                                                    |
| 1920 | 1920                                               |                                                    | 1 870                                              |                                                    |
| 1930 | 1930                                               |                                                    | 1 736                                              |                                                    |
| 1940 | 1940                                               |                                                    | 1 662                                              |                                                    |
| 1950 | 1950                                               |                                                    | 1 489                                              |                                                    |
| 1960 | 1960                                               |                                                    | 1 323                                              |                                                    |
| 1970 | 1970                                               |                                                    | 956                                                |                                                    |
| 1980 | 1980                                               |                                                    | 863                                                |                                                    |
| 1990 | 1990                                               |                                                    | 901                                                |                                                    |
| Anm: Källor: Umeå universitet - Tabellverket 1749-1859, Demografiska databasen, CEDAR, Umeå universitet. |                                                    |                                                    |                                                    |                                                    |